# Länsväg 152
De Zweedse weg 152 (Zweeds: Länsväg 152) is een provinciale weg in de provincie Jönköpings län in Zweden en is circa 39 kilometer lang. De weg ligt in het zuiden van Zweden.

## Plaatsen langs de weg
- Bredaryd
- Lanna
- Kulltorp
- Hillerstorp
- Skillingaryd

## Knooppunten
- Länsväg 153 bij Bredaryd (begin)
- Riksväg 27 bij Bredaryd
- Länsväg 151 bij Hillerstorp
- E4 bij Skillingaryd (einde)